# Picotpaulite
La picotpaulite è un minerale.